# Austria en los Juegos Paralímpicos de Roma 1960
Austria estuvo representada en los Juegos Paralímpicos de Roma 1960 por un total de 22 deportistas, 15 hombres y siete mujeres.

## Medallistas
El equipo paralímpico austríaco obtuvo las siguientes medallas:
| Nombre                             | Deporte       | Evento                                    |
| ---------------------------------- | ------------- | ----------------------------------------- |
| Oro                                |               |                                           |
| Manette Berger-Waldenegg           | Natación      | 50 m braza completa clase 3 femenino      |
| Manette Berger-Waldenegg           | Natación      | 50 m crol completo clase 3 femenino       |
| Manette Berger-Waldenegg           | Natación      | 50 m espalda completa clase 3 femenino    |
| Scharf                             | Natación      | 50 m braza incompleta clase 3 femenino    |
| Scharf                             | Natación      | 50 m espalda incompleta clase 3 femenino  |
| R. Kuhnel                          | Natación      | 25 m espalda completa clase 2 femenino    |
| Schneider                          | Natación      | 25 m crol completo clase 1 masculino      |
| Igel                               | Natación      | 50 m crol incompleto clase 3 masculino    |
| Engelbert Rangger                  | Tenis de mesa | Individual B masculino                    |
| Manette Berger-Waldenegg R. Kuhnel | Tenis de mesa | Dobles B femenino                         |
| Manette Berger-Waldenegg Scharf    | Tenis de mesa | Dobles C femenino                         |
| Plata                              |               |                                           |
| Walter Telsnig                     | Atletismo     | Jabalina de precisión C masculino         |
| I. Driessler                       | Natación      | 50 m crol completo clase 3 femenino       |
| I. Driessler                       | Natación      | 50 m espalda completa clase 3 femenino    |
| R. Kuhnel                          | Natación      | 25 m crol completo clase 2 femenino       |
| Schneider                          | Natación      | 25 m braza completa clase 1 masculino     |
| Igel                               | Natación      | 50 m espalda incompleta clase 3 masculino |
| Manette Berger-Waldenegg           | Tenis de mesa | Individual B femenino                     |
| Scharf                             | Tenis de mesa | Individual C femenino                     |
| Bronce                             |               |                                           |
| Manette Berger-Waldenegg           | Atletismo     | Jabalina A femenino                       |
| Manette Berger-Waldenegg           | Atletismo     | Maza A femenino                           |
| Driessler                          | Atletismo     | Jabalina de precisión A femenino          |
| Kohlmannhuber                      | Atletismo     | Jabalina de precisión C femenino          |
| Engelbert Rangger                  | Atletismo     | Jabalina de precisión C masculino         |
| R. Kuhnel                          | Natación      | 25 m braza completa clase 2 femenino      |
| Dorfel                             | Natación      | 50 m espalda completa clase 4 femenino    |
| Schneider                          | Natación      | 25 m espalda completa clase 1 masculino   |
| Igel                               | Natación      | 50 m braza incompleta clase 3 masculino   |
| Walter Telsnig                     | Natación      | 50 m braza completa clase 4 masculino     |
| Paulhart Schneider                 | Tenis de mesa | Dobles A masculino                        |